# Борки (Узовский сельсовет)
Борки (бел. Баркі) — посёлок в Узовском сельсовете Буда-Кошелёвского района Гомельской области Белоруссии.

## География

### Расположение
В 26 км на юго-восток от Буда-Кошелёво, 24 км от Гомеля, 4 км от железнодорожной станции Уза (на линии Жлобин — Гомель).

### Гидрография
На севере и юге мелиоративные каналы, соединенные с рекой Уза (приток реки Сож).

## Транспортная сеть
Транспортные связи по просёлочной, затем автомобильной дороге Уваровичи — Буда-Кошелёво.
Застройка деревянными домами усадебного типа.

## История
Основан в 1920 году переселенцами с соседних деревень. В 1926 году находилось почтовое отделение. В 1929 году организован колхоз. В 1959 году в составе совхоза «Правда» (центр — деревня Уза).

## Население

### Численность
- 2018 год — 1 житель.

### Динамика
- 1926 год — 43 двора, 226 жителей.
- 1959 год — 160 жителей (согласно переписи).
- 2004 год — 1 хозяйство, 1 житель.